# Últimos días en La Habana
Últimos Días en La Habana es una película cubana dramática de 2016 dirigida por Fernando Pérez. La cinta cuenta la historia de Diego, un hombre cubano que esta muriendo de SIDA en La Habana. La película fue nominada en los Premios Platino de 2018 a siete galardones incluyendo a mejor película y mejor dirección aunque no ganó ninguno.

## Reparto
- Jorge Martínez como Diego.
- Gabriela Ramos como Yusisleydis.
- Patricio Wood como Miguel.